# Vedelago
Vedelago là một đô thị ở tỉnh Treviso trong vùng Veneto, có cự ly khoảng 35 km về phía tây bắc của Venice và khoảng 20 km về phía tây của Treviso. Tại thời điểm ngày 31 tháng 12 năm 2004, đô thị này có dân số 14.904 người và diện tích là 61,7 km².
Đô thị Vedelago có các frazioni (các đơn vị trực thuộc, chủ yếu là các làng) Albaredo, Barcon, Carpenedo, Casacorba, Cavasagra, Fanzolo, và Fossalunga.
Vedelago giáp các đô thị: Altivole, Castelfranco Veneto, Istrana, Montebelluna, Piombino Dese, Resana, Riese Pio X, Trevignano.